# 가이후키촌
가이후키촌(貝吹村)은 에히메현 히가시우와군에 설치된 촌이다. 